# رون ساندز
رون ساندز (16 سبتمبر 1921 ببرث في أستراليا - 5 سبتمبر 1995 في أستراليا) (بالإنجليزية: Ron Sands)‏ هو لاعب كريكت أسترالي. لعب مع فريق غرب أستراليا للكريكت ‏.

## وصلات خارجية
- رون ساندز على موقع إي آس بي آن كريك إنفو (الإنجليزية)